# François Regnart
Pour les articles homonymes, voir Regnart.
François Regnart, né à Douai vers 1540 et mort après 1590, est compositeur flamand, frère de Jacob Regnart (et moins célèbre que lui).

## Biographie
Il étudie à l’université de Douai, puis entre dans le chœur de la cathédrale Notre-Dame de Tournai.
Fétis prétend qu’il entre ensuite au service de l’archiduc Matthias Ier de Habsbourg vers 1573, d’abord comme maître de chœur puis comme vice-maître de chœur.
C’est essentiellement la préface (écrite par son frère Augustin, chanoine de la collégiale Saint-Pierre de Lille) du recueil volume de motets de 1590 composés par lui et ses frères qui donne des informations sur sa vie.

## Œuvres
- Poésies de P. de Ronsard & autres poëtes, mis en musique à quatre & cinq parties par M. François Regnard. – Paris, Adrian Le Roy et Robert Ballard, 1579. RISM R 730, Lesure 1955 n° 234.

Contient 23 chansons à 4 voix et 27 à 5 voix. Il semble que ce recueil soit repris des Cinquante chansons à quatre et cinq parties du même auteur (Douai, 1575, réédité en 1584 : Persoons 1989 n° 1 et 9, éditions perdues toutes deux).
Regnart ne met en musique qu’une partie des sonnets (un quatrain ou un sestet) alors que ses contemporains les mettent souvent entièrement en musique. Il s’attache à suivre précisément les nuances de chaque vers, en les traduisant en homophonie ou en contrepoint. Certaines de ces chansons s'inspirent de Guillaume Costeley ou de Roland de Lassus.

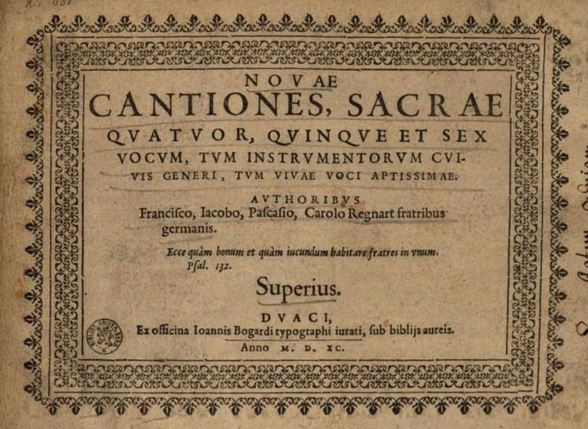
Fr. Regnart, Novae cantiones, Douai, 1590. Gent UB.

- Novae cantiones sacrae, quatuor, quinque et se vocum, tum instrumentorum cuivis generi, tum vivae voci aptissimae. Authoribus Francisco, Jacobo, Pascasio, Carolo Regnart fratribus germanis. – Douai, Jean Bogard, 1590. 6 vol. 4° obl. RISM 159010.

Contient 24 motets de François de 4 à 6 voix, 9 de Jacob, 3 de Pascasius et 3 de Charles, tous frères Regnart.
- Regnart aurait publié un volume de messes à Anvers mais cette information (venant de Fétis) est douteuse.